# Larissa Šoronda
Larissa Šoronda, slovenska nogometašica, * 15. oktober 1995.
Larissa je od leta 2014 članica ŽNK Rudar Škale v Slovenski ženski nogometni ligi.